# 丁旿
丁 旿（てい ご、生没年不詳）は、東晋末期の軍人。劉裕（後の南朝宋の武帝）の近衛兵として仕えた。

## 生涯
義熙9年（413年）、劉裕と共に戦いを潜り抜けてきた将軍の諸葛長民が謀反を計画。劉裕はこれを事前に察知し、丁旿をはじめとした何名かを室内に潜ませたうえで諸葛長民と会見した。かねてよりの不満を劉裕に打ち明けた諸葛長民は気を緩めたが、次の瞬間丁旿らによって取り押さえられ、殴り殺される。この事件から、市井の人々は「下手なことはするなよ、いつ丁旿が見ているかわからんぞ」と噂し合った。
義熙11年（415年）、東晋の有力者であった司馬休之を討伐するため、劉裕は娘婿の徐逵之を先鋒に据え、攻撃を仕掛ける。しかし徐逵之は戦死。その死体を丁旿が埋葬した。徐逵之の妻、すなわち劉裕の娘である劉興弟は、自らのもとに丁旿を呼び寄せ埋葬の様子を語らせ、話のごとに「ああ、督護！」と嗚咽した。なお当時の丁旿の官職が府內直督護（劉裕が詰める官舎で、劉裕を直接警護する役割）である。
義熙12年（416年）、劉裕は後秦討伐に出る。前鋒の朱超石が黄河沿岸を進軍していたところ北魏軍よりの攻撃を受け、足止めをされた。そこで劉裕は劉裕の直属隊（白直隊）隊長であった丁旿に数百基の巨大弩を運搬、配備させ、その威力で北魏軍に甚大な被害を与え、追い払うことに成功した。